# Biserica romano-catolică din Frasin

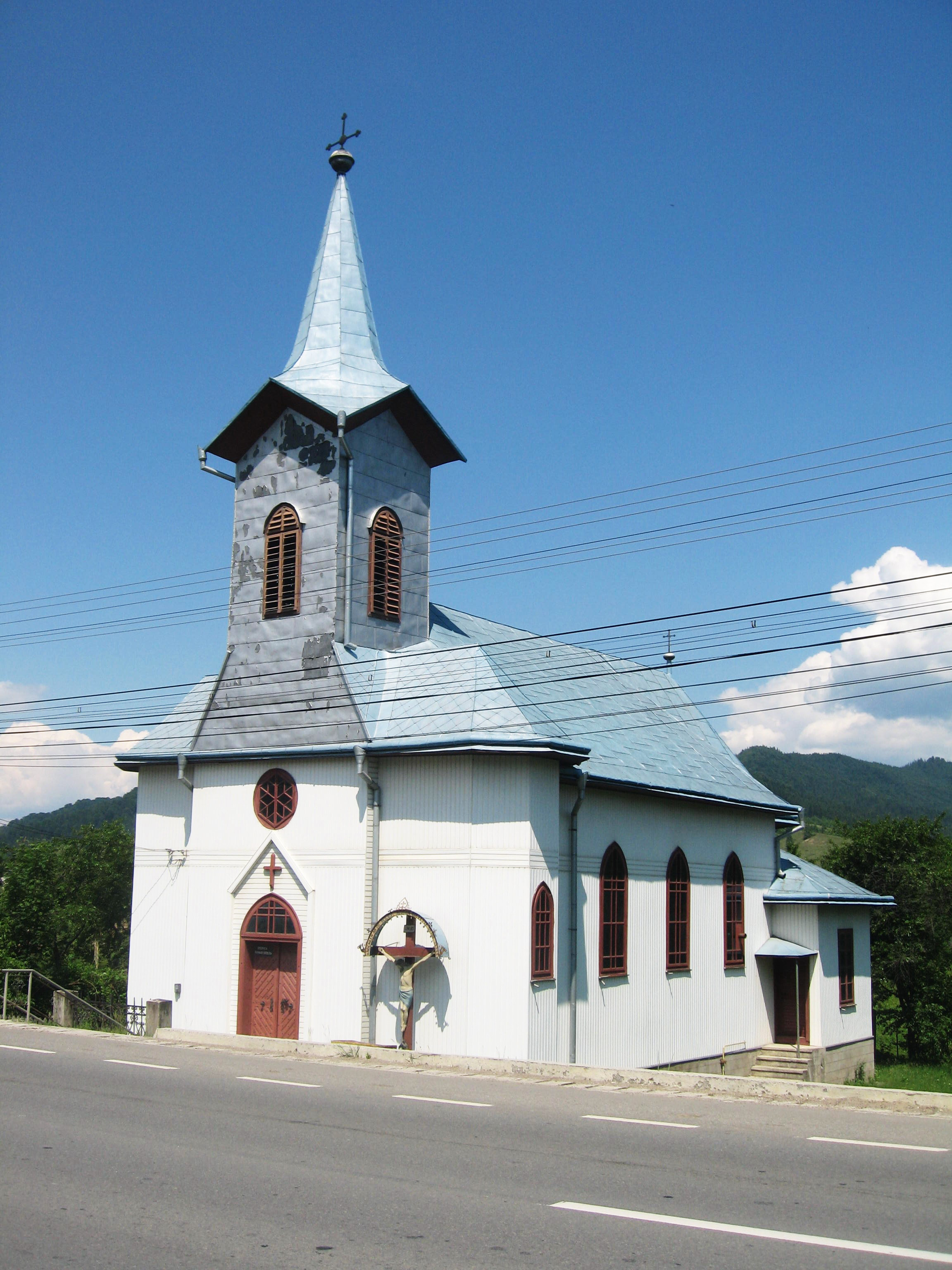
Biserica romano-catolică din Frasin

Biserica "Nașterea Sfintei Fecioare Maria" din Frasin este o biserică romano-catolică construită în perioada 1896-1898 în satul Bucșoaia (azi parte componentă a orașului Frasin din județul Suceava). Ea are hramul Nașterea Sfintei Fecioare Maria (sărbătorit în fiecare an la 8 septembrie).
Biserica se află în centrul satului Bucșoaia, de-a lungul DN17 care leagă orașele Suceava și Câmpulung Moldovenesc. Comuna Frasin, de care apaținea și satul Bucșoaia, a primit prin Legea nr. 83/ 2004 statutul de oraș, satul Bucșoaia devenind localitate componentă a orașului Frasin.

## Comunitatea germană din Frasin
Prima menționare a satului Bucșoaia are loc în Izvodul Mănăstirii Voroneț din 24 octombrie 1772, când sunt menționate 37 de gospodării la „Bucșoae”.
După anexarea Bucovinei de către Imperiul Habsburgic (1775), autoritățile austriece au adus aici coloniști de origine germană, care proveneau din diverse regiuni ale imperiului și din landurile germane. O parte din coloniști s-au așezat în satele Bucșoaia (în germană Bukschoja) și Frasin (în germană Frassin). Satul Bucșoaia se află la 6 km vest de orașul Gura Humorului și este separat de Frasin prin râul Suha. Primii coloniști germani au sosit la Bucșoaia în perioada 1782-1787 și erau agricultori și meșteșugari din Franconia, Bavaria, dar și din Austria.
După Unirea Bucovinei cu România (1918), numărul germanilor din Bucșoaia și Frasin a început să scadă. În anul 1930, populația satului Bucșoaia era de 1.246 locuitori, dintre care 863 români (69,26%), 366 germani (29,37%), 11 evrei, 2 unguri, 2 polonezi și 2 armeni. Din punct de vedere al religiei, populația era alcătuită din 862 ortodocși (69,18%), 363 romano-catolici (29,13%), 11 mozaici, 8 evanghelici (luterani), 2 armeno-gregorieni.
Tot atunci, populația satului Frasin era de 2.124 locuitori, dintre care 1.036 români (48,77%), 750 germani (35,31%), 156 evrei (7,34%), 134 țigani (6,30%), 28 polonezi, 18 ruși și 2 ruteni. Din punct de vedere al religiei, populația era alcătuită din 1.172 ortodocși (55,17%), 727 romano-catolici (34,22%), 156 mozaici (7,34%), 59 evanghelici (luterani) (2,77%) și 10 greco-catolici.
În prima jumătate a secolului al XX-lea, au funcționat la Bucșoaia două organizații germane: „Katholischen Mädchenbund“ (Organizația Fetelor Catolice) și „Katholischen Jungmännerverein“ (Asociația Tinerilor Catolici), care aparțineau de „Landesverband der katholisch-deutschen Jugend in der Bukowina“ (Asociația Națională a Tineretului Catolic German din Bucovina), asociație înființată în 1913 și reorganizată în 1932.
Între anii 1938-1940 etnicii germani au fost mutați în zone ocupate de Germania Nazistă. România și Germania au încheiat o convenție prin care statul român se obliga să achite despăgubiri pentru fiecare clădire în parte, inclusiv pentru terenurile și pădurile germanilor care au emigrat. După datele recensământului din 2002, în comuna Frasin mai locuiau 74 germani (reprezentând 1,13% din populația localității).
Din cadrul acestei comunități provine preotul Iosif Schurgoth (1905-1986). El s-a născut la 15 martie 1905, la Frasin, a urmat studii teologice în Italia și a fost sfințit preot la 19 decembrie 1931, la Genova (Italia). A funcționat ca preot la Gura Humorului din anul 1945 pâna la moartea sa survenită la 27 septembrie 1986. A fost înmormântat în Cimitirul Eternitatea din Iași, alături de rudele sale. Mormântul pr. Iosif Schurgoth se află în rândul doi, la jumătatea drumului, pe partea stângă a aleii care duce de la capela maicilor spre cavoul preoților. La baza crucii, pe o placă de marmură, lângă fotografie, se află următoarea inscripție: "Preot Iosef Schurgoth, decan de Iași și Suceava: * 15.III. 1905 - † 27.IX. 1986".

## Biserica romano-catolică din Frasin

### Primul lăcaș de cult
Prin anii '20 ai secolului al XIX-lea, Karl Kalita, proprietarul unei turnătorii din Bucșoaia, a pus o clădire la dispoziția lucrătorilor germani, în principal de religie catolică, cu condiția ca o jumătate a acesteia să fie folosită ca lăcaș de rugăciune și cealaltă jumătate ca o școală. Aceasta se afla pe locul unde este astăzi școala. Chiar dacă acea clădire era mică, aici se celebrau din când în când servicii religioase pentru credincioșii romano-catolici din Bucșoaia și Frasin. Karl Kalita a donat apoi și o a doua clădire care a fost folosită ca locuință a profesorului.
Școala a fost acreditată în 1829 ca școală catolică. În primul an, școala a fost frecventată de 36 elevi. Salariul profesorului era de 200 florini, el fiind plătit jumătate de Kalita și jumătate din fondul de asigurare al lucrătorilor (Bruderlade). Începând din decembrie 1829, preotul din Gura Humorului primea 1,20 florini pentru ținerea de ore de catehizare a elevilor, care se țineau și în vacanțe.
Sătenii din Bucșoaia au dotat capela cu un altar din lemn cu o icoană a Sfintei Fecioare Maria, cu câteva scaune și o masă, acesta fiind singurul său mobilier. Anticamera a fost amenajată ca sacristie. Profesorul îndeplinea și funcția de paracliser.
Viața comunității germane a continuat să se desfășoare fără evenimente până în 1864, când Julian Kalita, fiul lui Karl Kalita, a refuzat să-și mai onoreze obligațiile asumate și a declarat falimentul turnătoriei. Profesorul german nu a mai fost plătit, iar în locuința sa s-a mutat preotul ortodox Turturean, administratorul Parohiei ortodoxe din Bucșoaia. De asemenea, sala de clasă a fost închiriată școlii românești.
Întreaga comunitate germană, în frunte cu administratorul parohial Neuburg, a înaintat la 18 noiembrie 1864 o petiție către administrația provinciei. Autoritățile au decis ca fiecare proprietar catolic al unei case să fie obligat să plătească doi florini pe lună pentru salariul profesorului, iar preotul ortodox să elibereze clădirea pe care o ocupa. Din cauza faptului că locuitorii germani nu au avut bani să plătească, ca urmare a închiderii turnătoriei, ei au inițiat în 1869 o serie de discuții cu școala românească, dar acestea nu au avut niciun rezultat. Districtul școlar din Câmpulung a declarat școala parohială ca școală elementară publică, iar proprietatea donată de Karl Kalita a fost preluată de stat, comunitatea catolică rămânând numai cu capela.

### Construcția actualei biserici

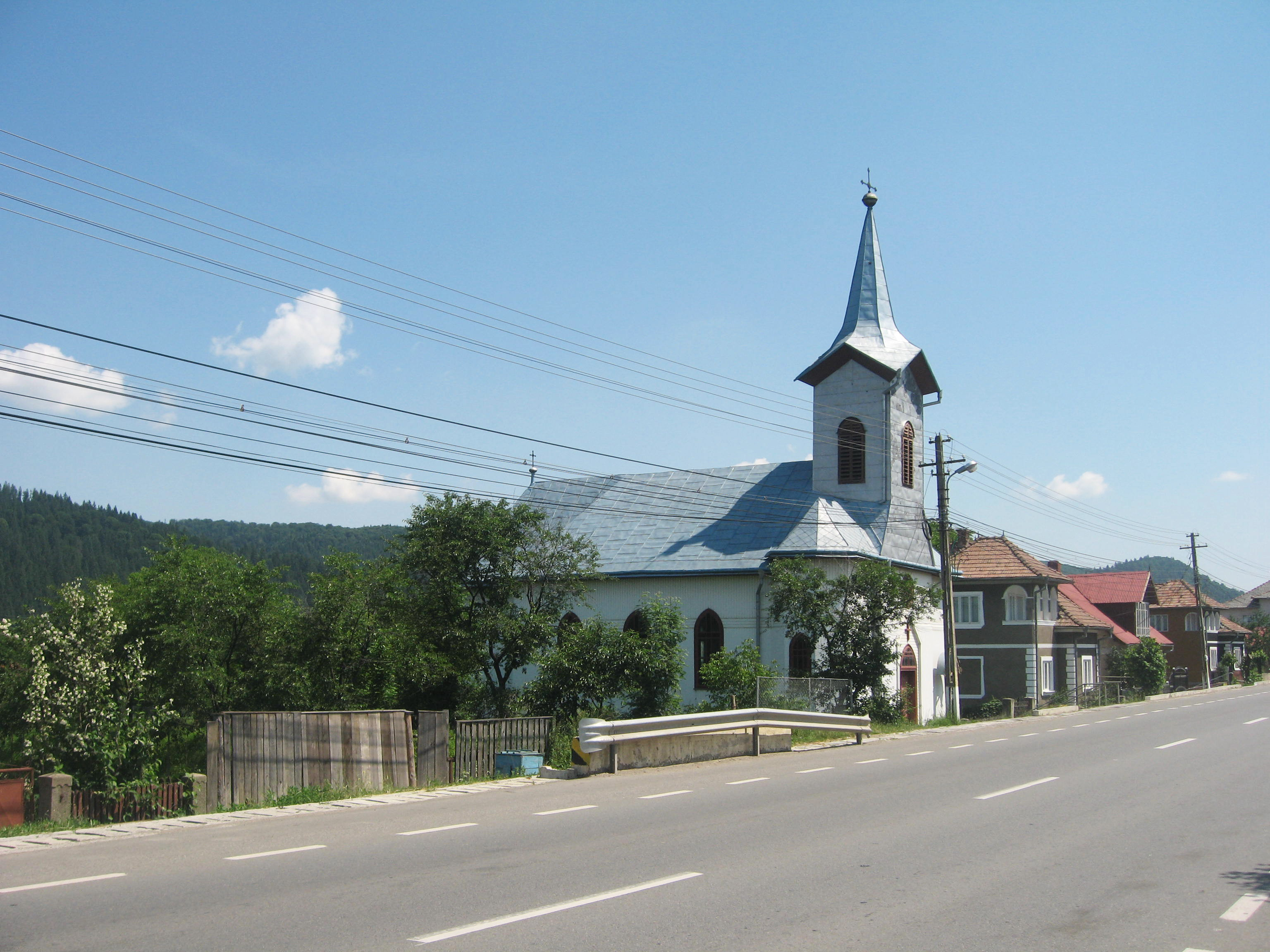
Biserica romano-catolică din Frasin

În decursul timpului, capela construită de Kalita a început să se ruineze. În 1895 s-a decis ca aceasta să fie demolată și reconstruită, lucrările urmând a începe în toamna acelui an. Enoriașii filialei Bucșoaia au cerut însă construirea unei biserici noi. Terenul pe care se aflase capela era prea mic, dar meșterul croitor Alois Dvorzak a donat șase prăjini de teren pentru construirea bisericii.
La 3 februarie 1896, membrii comunității catolice din Bucșoaia și Frasin au inițiat o colectă în scopul construirii unei biserici noi. S-a constitui o comisie avându-l ca președinte pe preotul Klemens Swoboda, parohul de la Gura Humorului, iar ca membri pe Josef Lazanowski, Leo Lang, Rudolf și Johann Wlodkowski și Josef Hoffner. Inspectorul de construcții Tandler din Câmpulung a întocmit proiectul capelei, costul construcției fiind estimat la 3000 de florini.
Piatra de temelie a noii biserici a fost pusă la 25 mai 1896, într-o zi de luni când se sărbătoreau Rusaliile. S-a ținut o predică, după care preotul Swoboda a făcut o cerere pentru efectuarea de donații, a sfințit piatra de temelie și a îngropat în zidăria fundației o cutie de staniu. Lista donatorilor conținea mai multe nume, printre care și cele ale unor membri ai familiei imperiale austro-ungare: împărăteasa Elisabeta (300 de florini), prințesa Stefanie (20 florini) și arhiducele Petru (15 florini), dar și instituții sau conducători ai provinciei: Bukowina Sparkasse (200 florini) sau președintele provinciei, baronul Leopold von Goess (20 florini) etc. De asemenea, Consistoriul episcopal de la Lemberg a alocat suma de 500 de florini pentru construcția bisericii.
Cum acești bani nu erau suficienți, s-a solicitat atribuirea fondului de asigurare al lucrătorilor (Bruderlade) de la turnătoria lui Kalita către foștii angajați. Cum autoritățile districtuale refuzau să lichideze fondul, s-a trimis la 31 februarie 1897 o petiție către Casa Imperială. Nu se cunoaște suma exactă aprobată pentru distribuție, dar din calcule reiese că este vorba de cel puțin 1.314 florini, donați de următorii: Josef Münster, Franz Anhauser, Karl Gabora, Dumitru Tăran și Costan, fiul lui Dumitru Căinar. Documentul de donație a fost autentificat la 10 ianuarie 1898 de către notarul Halip din Gura Humorului, în prezența lui Sidorovici, secretarul sătesc din Bucșoaia. Cum nici această sumă nu acoperea costul construcției, agenții colectori Josef Lazanowski, Leo Lang, Rudolf Häring și Johann Wlodkowski au făcut mai multe drumuri, solicitând donații credincioșilor romano-catolici din districtele Gura Humorului, Rădăuți și Suceava. În urma acestora, s-a colectat suma de 1.600 florini.
În acest timp, construcția bisericii continua în ritm accelerat, credincioșii catolici din Bucșoaia prestând muncă voluntară. Lucrările de construcție au fost finalizate în septembrie 1898. Bilanțul activității de construcție a fost următorul:
- Cheltuieli totale - 4763 florini, din care: 
  - Cheltuieli de construcție - 4563 florini
  - Cheltuieli pentru petiții - 200 florini
- Venituri colectate - 4266 florini, din care: 
  - Contribuții mari - 1055 florini
  - Donații din fondul de asigurare al lucrătorilor - 1314 florini
  - Diverse donații mici - 1897 florini
- Datorii contractate - 497 florini

Biserica din Bucșoaia a fost sfințită la 25 septembrie 1898, primind hramul "Beatae Mariae Virginis" (Nașterea Sfintei Fecioare Maria). Același hram îl au și bisericile romano-catolice din Arbore, Rădăuți și Siret. Biserica romano-catolică din Bucșoaia a fost arondată Parohiei Gura Humorului.

### Istoricul bisericii în secolul al XX-lea

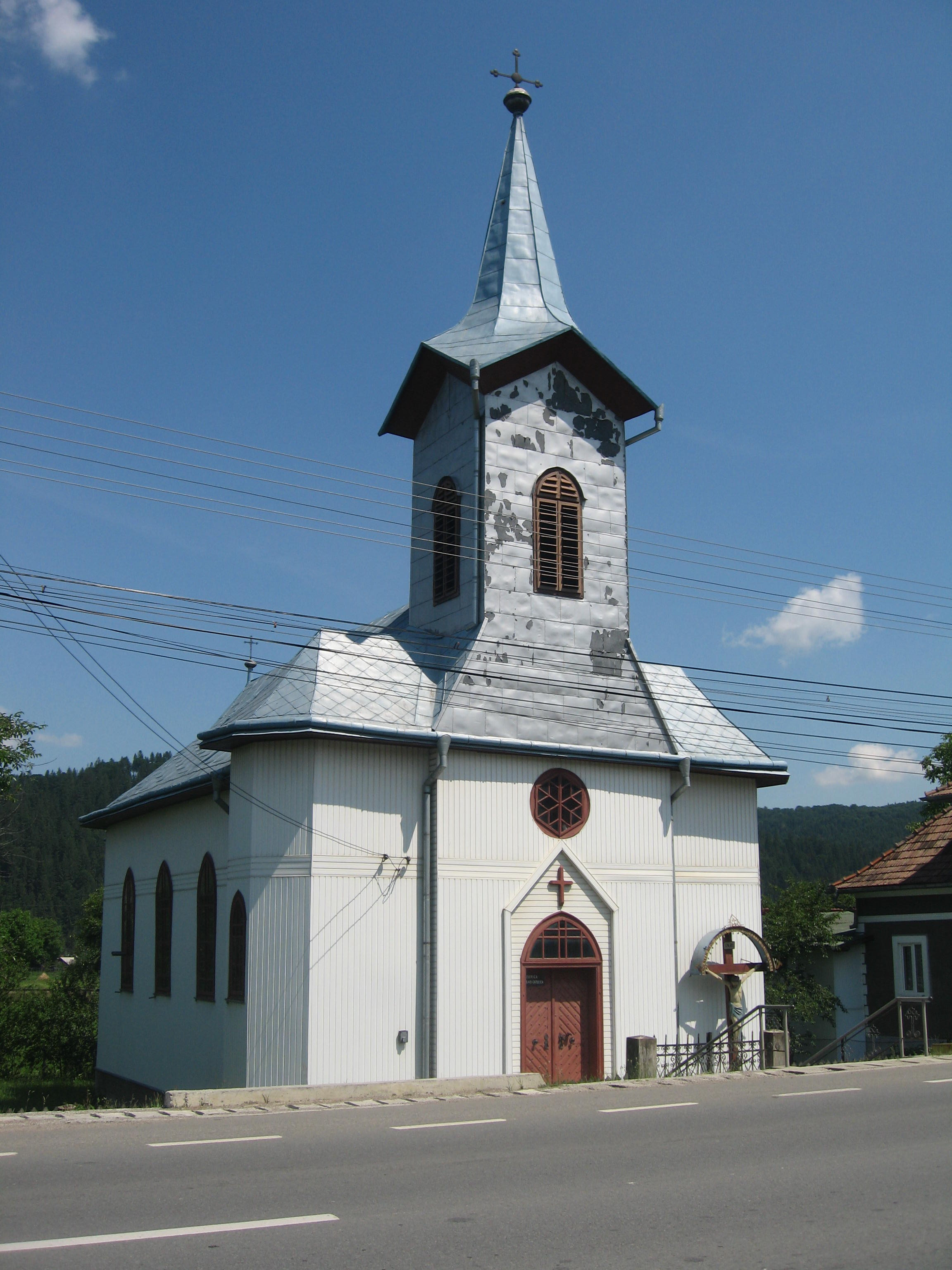
Biserica romano-catolică din Frasin

În partea dreapta intrării se află o cruce (Missionskreuz) care amintește de exercițiile spirituale misionare desfășurate în 1905. Deasupra crucii, sub acoperișul de formă semicirculară, se află următoarea inscripție în limba germană: "Andenken an die Heilige Mission. 1905. Rette deine Seele", a cărei traducere în limba română este următoarea: "În amintirea sfintei misiuni. 1905. Mântuiește-ți sufletul".
După datele Recensământului general al populației României din 29 decembrie 1930, în satul Bucșoaia locuiau 363 credincioși romano-catolici (reprezentând o pondere de 29,13% din populația localității) și în satul Frasin 727 credincioși romano-catolici (34,22%). Marea majoritate a lor era de etnie germană.
În 1940, ca urmare a emigrării credincioșilor germani, comunitățile catolice din parohiile bucovinene se reduc numeric, iar unele parohii nu se mai justifică. Deoarece majoritatea preoților germani din Bucovina plecaseră în 1940 în Germania, în 1941 erau preoți doar în parohiile din Cacica, Solonețu Nou și Suceava din Vicariatul General al Bucovinei. În aceste condiții, episcopul Mihai Robu de Iași este nevoit să reorganizeze parohiile catolice din Bucovina. Ca urmare a emigrării credincioșilor germani, comunitățile catolice din parohiile bucovinene se reduc numeric, iar unele parohii nu se mai justifică. Astfel, în Monitorul Oficial nr. 231 din 2 octombrie 1943 este publicată noua împărțire a parohiilor catolice. Parohia Gura Humorului este desființată, iar enoriașii săi (inclusiv cei din filiala Frasin-Bucșoaia) sunt arondați Parohiei Câmpulung Moldovenesc.
În perioada regimului comunist, numărul credincioșilor romano-catolici din Bucșoaia și Frasin s-a micșorat în mod continuu, majoritatea lor (fiind de etnie germană) emigrând în Germania. Conform evidențelor Parohiei Gura Humorului, filiala din Frasin avea în anul 1993 un număr de 75 de familii cu 159 credincioși.

### Situația comunității catolice din Frasin în secolul al XXI-lea
După înlăturarea regimului comunist, în timpul păstoririi preotului Ștefan Babiaș ca paroh de Gura Humorului (1996-2006), a fost renovată biserica din Frasin.
La recensământul din 2002, din cei 6.532 locuitori ai comunei Frasin, 6.357 s-au declarat de religie ortodoxă (97,32%), 147 de religie romano-catolică (2,25%), 19 penticostali, 4 creștini după Evanghelie, 2 adventiști, 1 greco-catolic, 1 evanghelic (luteran) și reformat. Comuna Frasin era formată din patru sate: Frasin, Bucșoaia, Doroteia și Plutonița.
În anul 2003, conform evidențelor Parohiei Gura Humorului, filiala din Frasin era considerată cea mai mare filială a parohiei cu circa 60 de familii și 135 de credincioși. În 2010, comunitatea din Frasin era formată din 52 familii cu 101 credincioși.
Aflat într-o vizită canonică-pastorală în Parohia Gura Humorului, episcopul Petru Gherghel a oficiat la 30 ianuarie 2004 o liturghie în biserica din filiala Frasin.
În prezent, Biserica romano-catolică din Frasin este filială a Parohiei "Preasfânta Treime" din Gura Humorului. În această biserică sunt celebrate liturghii doar duminica și de sărbători, la ora 09,00.

## Imagini

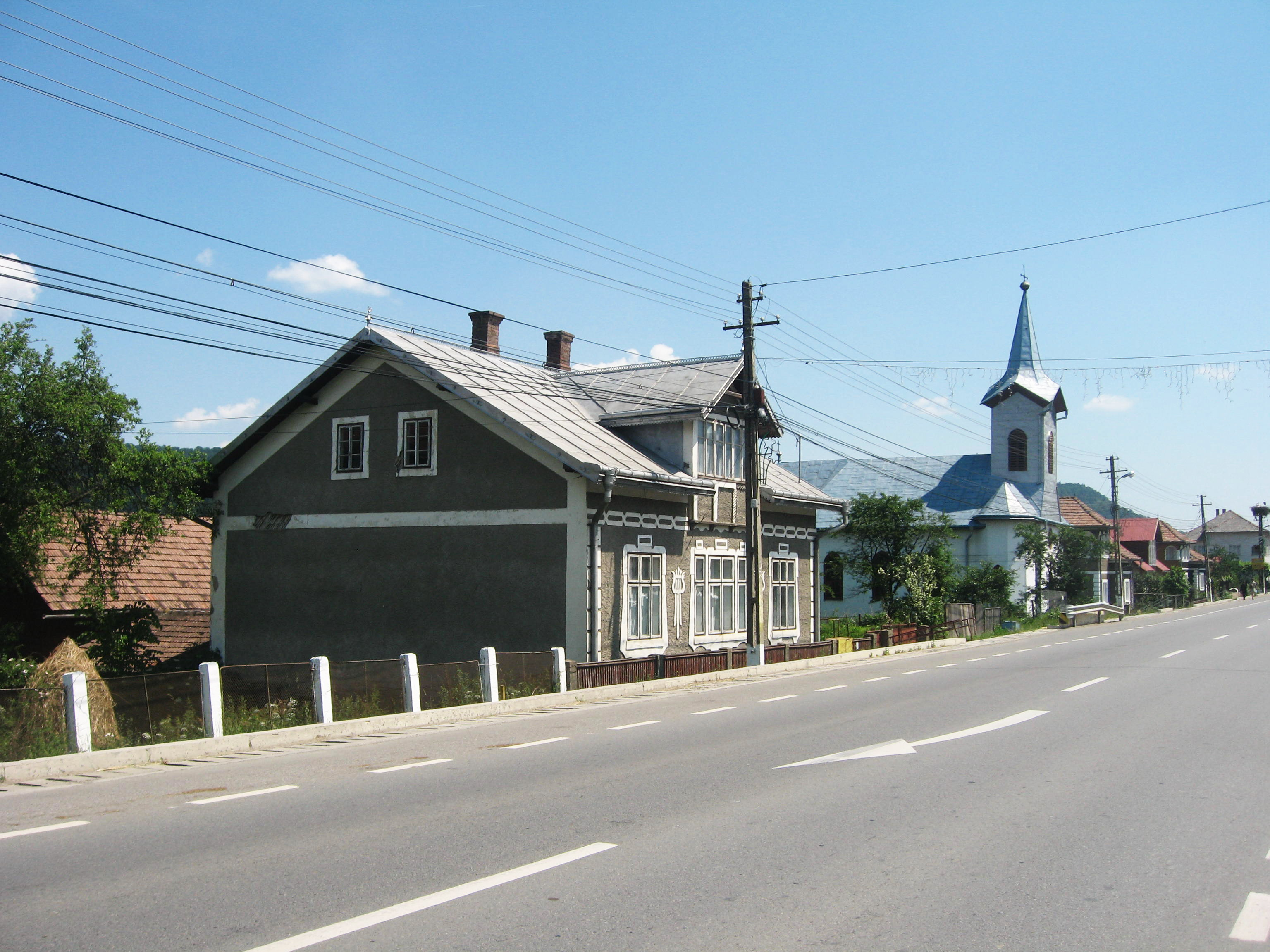
Biserica romano-catolică din Frasin
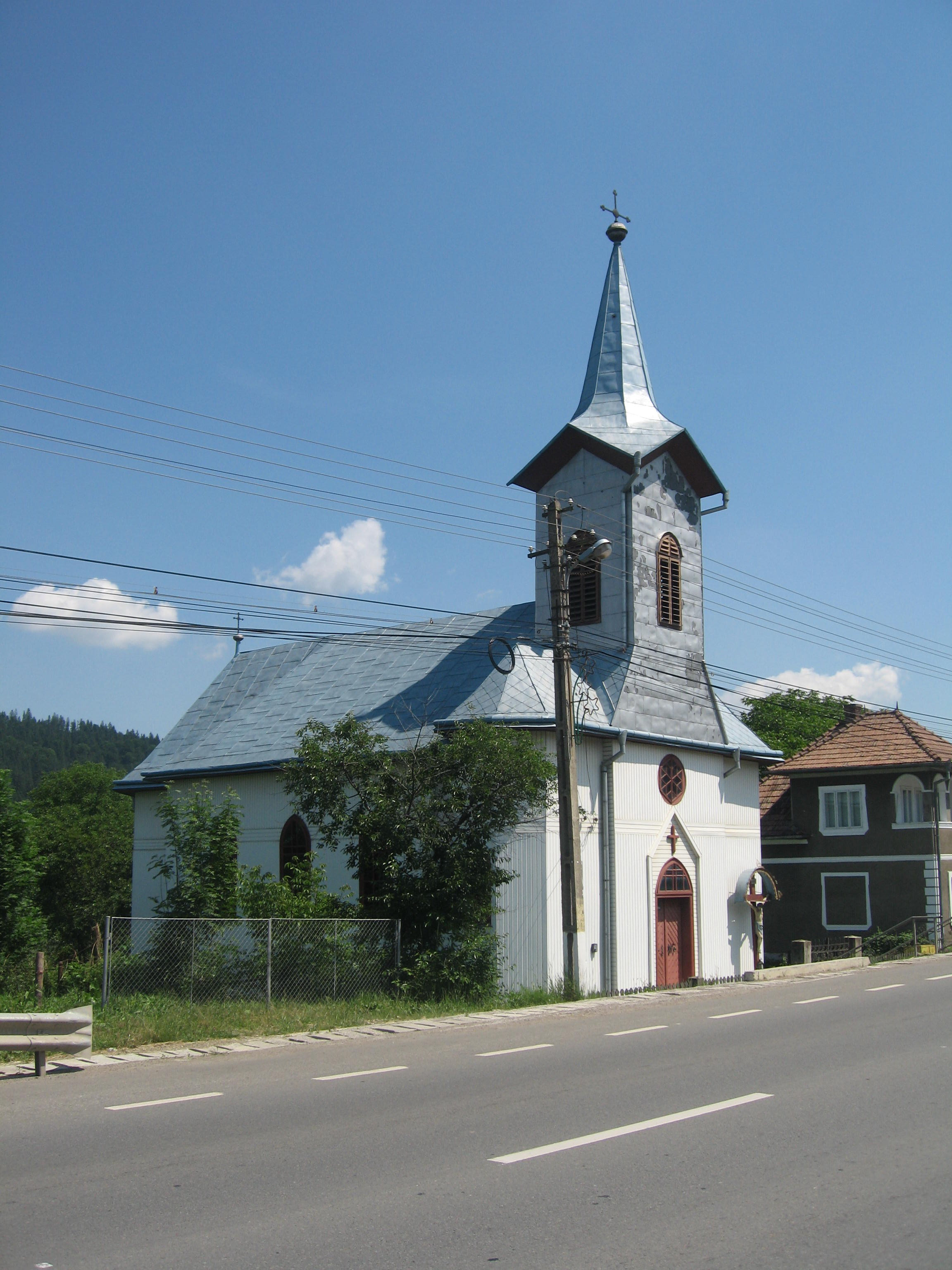
Biserica romano-catolică din Frasin
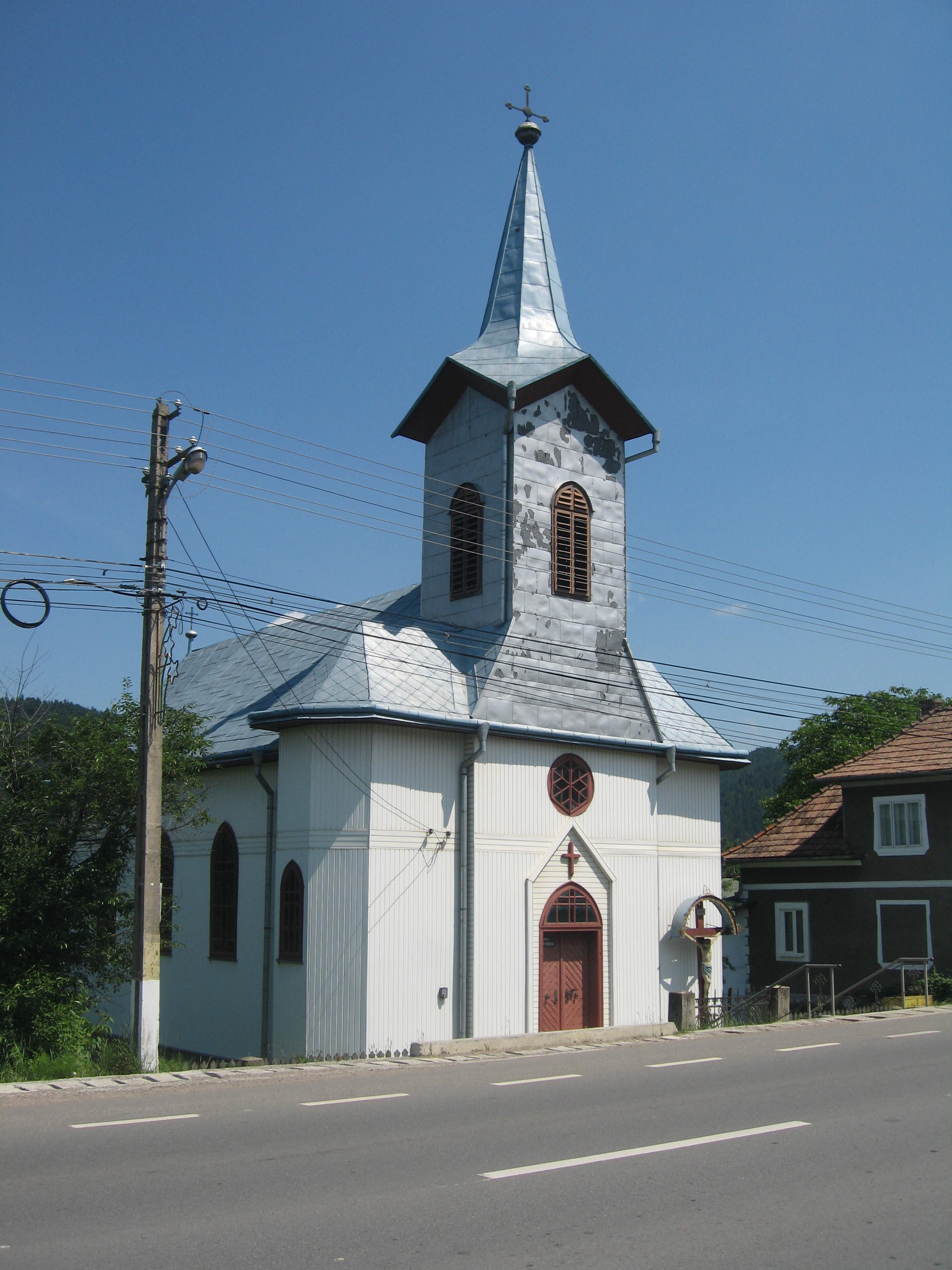
Biserica romano-catolică din Frasin
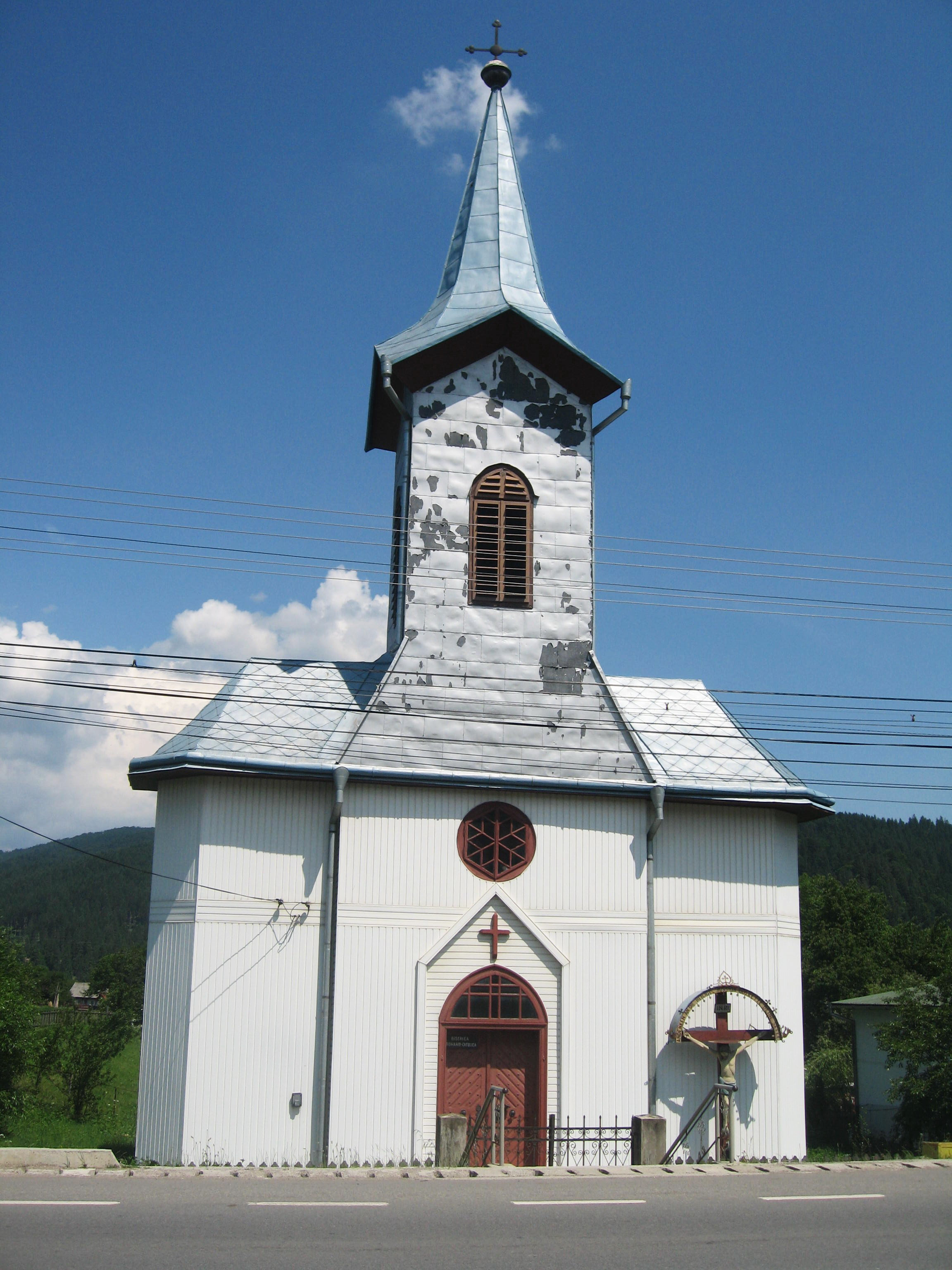
Biserica romano-catolică din Frasin - vedere frontală
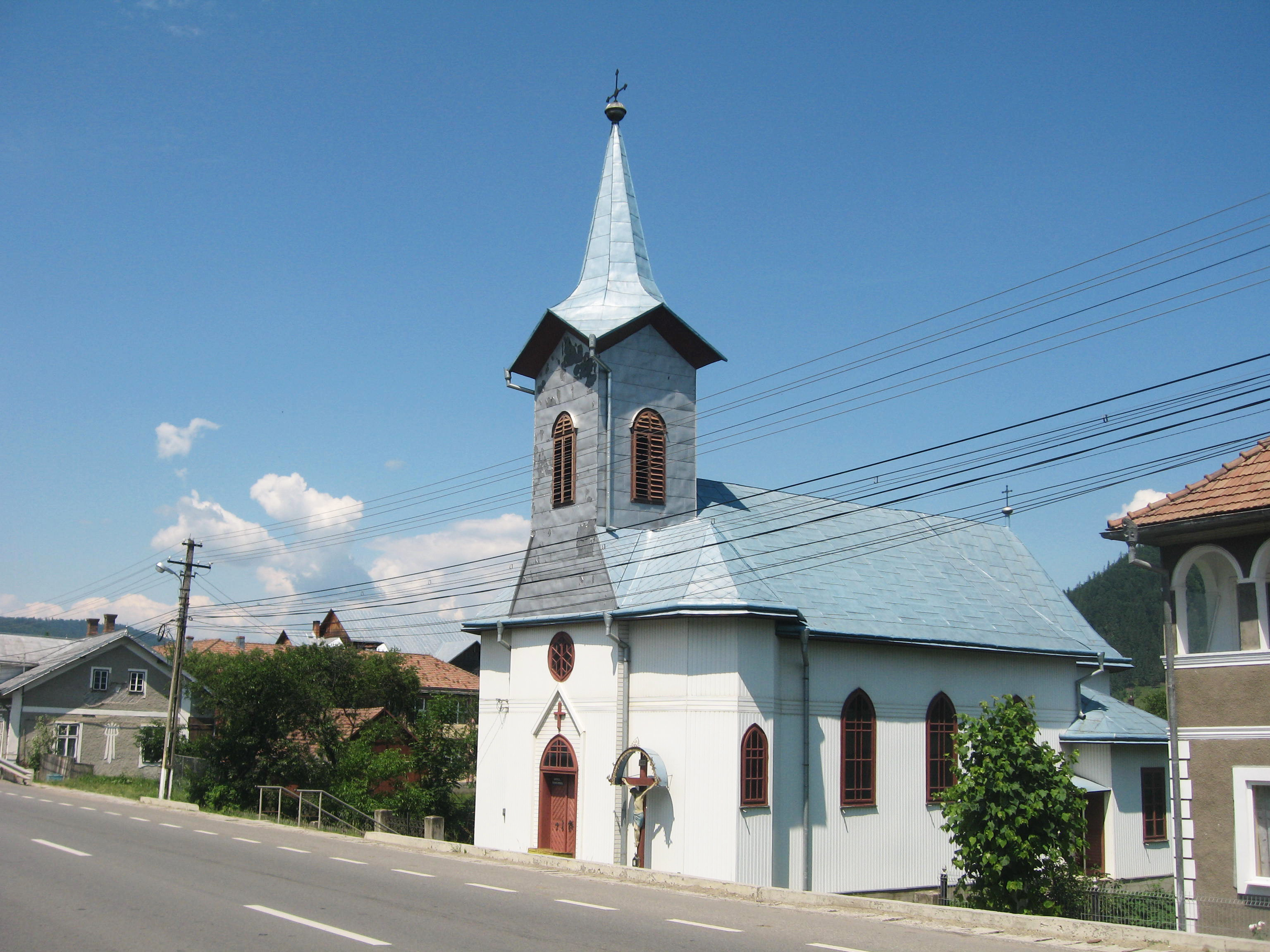
Biserica romano-catolică din Frasin
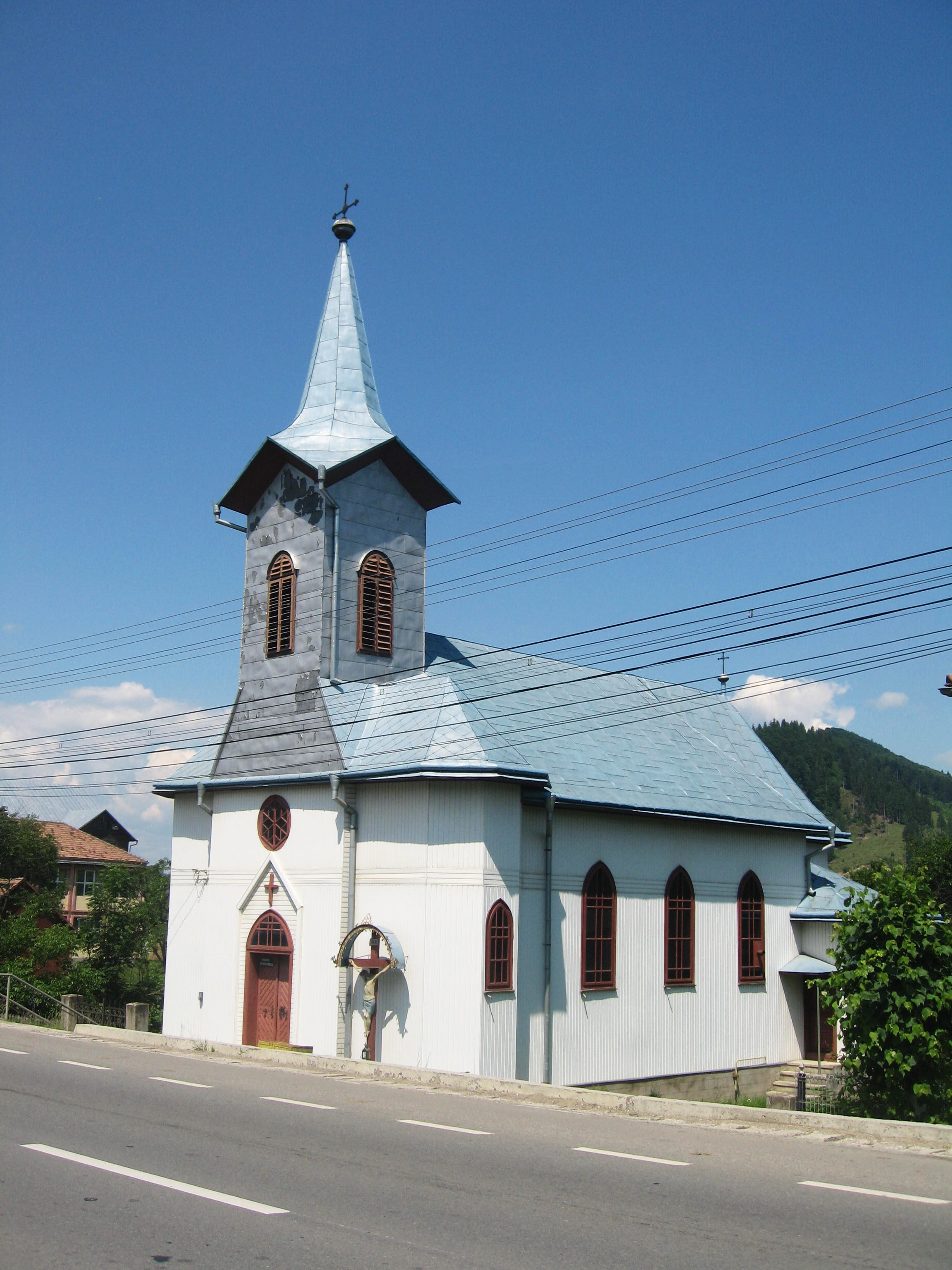
Biserica romano-catolică din Frasin
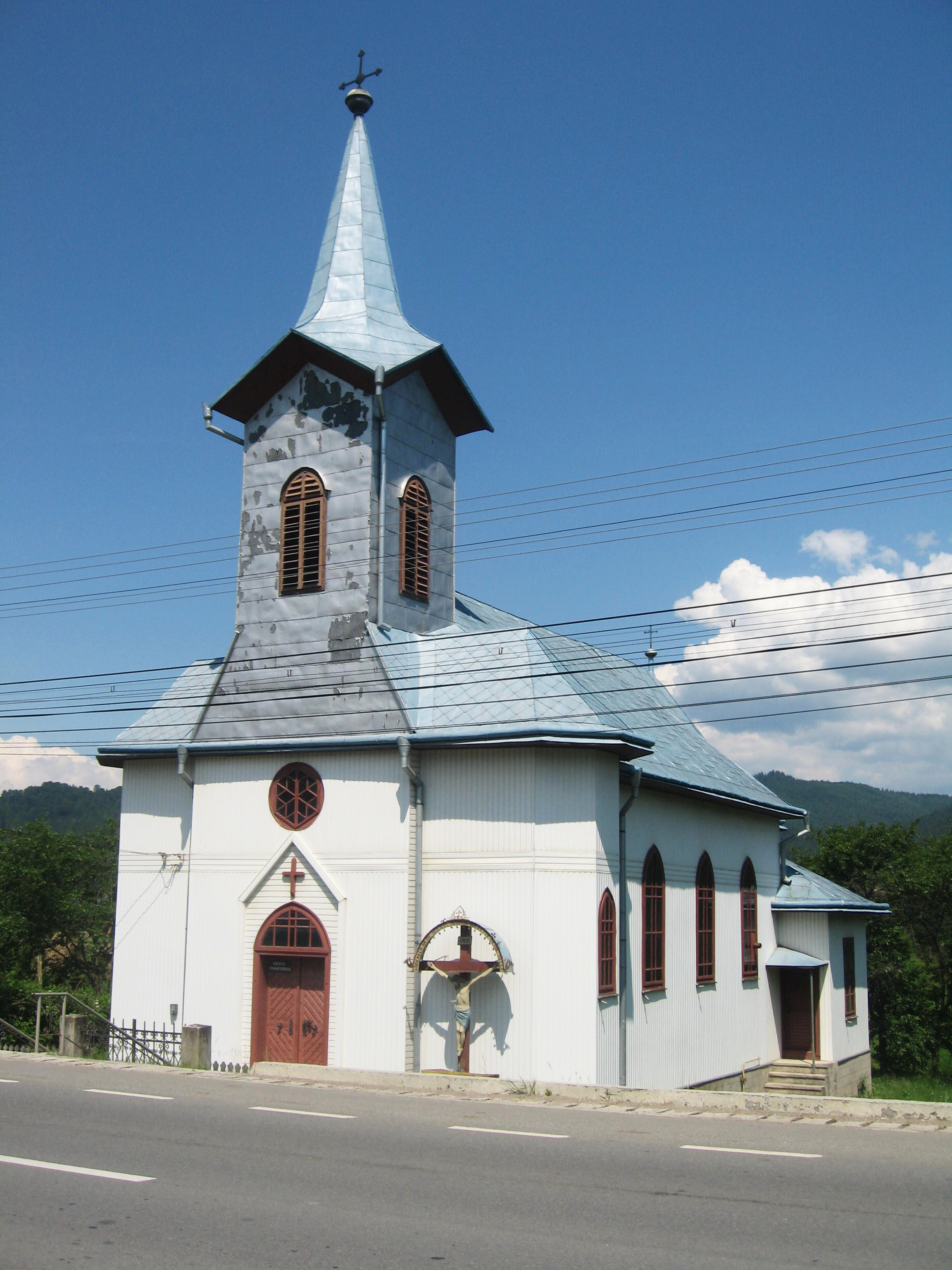
Biserica romano-catolică din Frasin
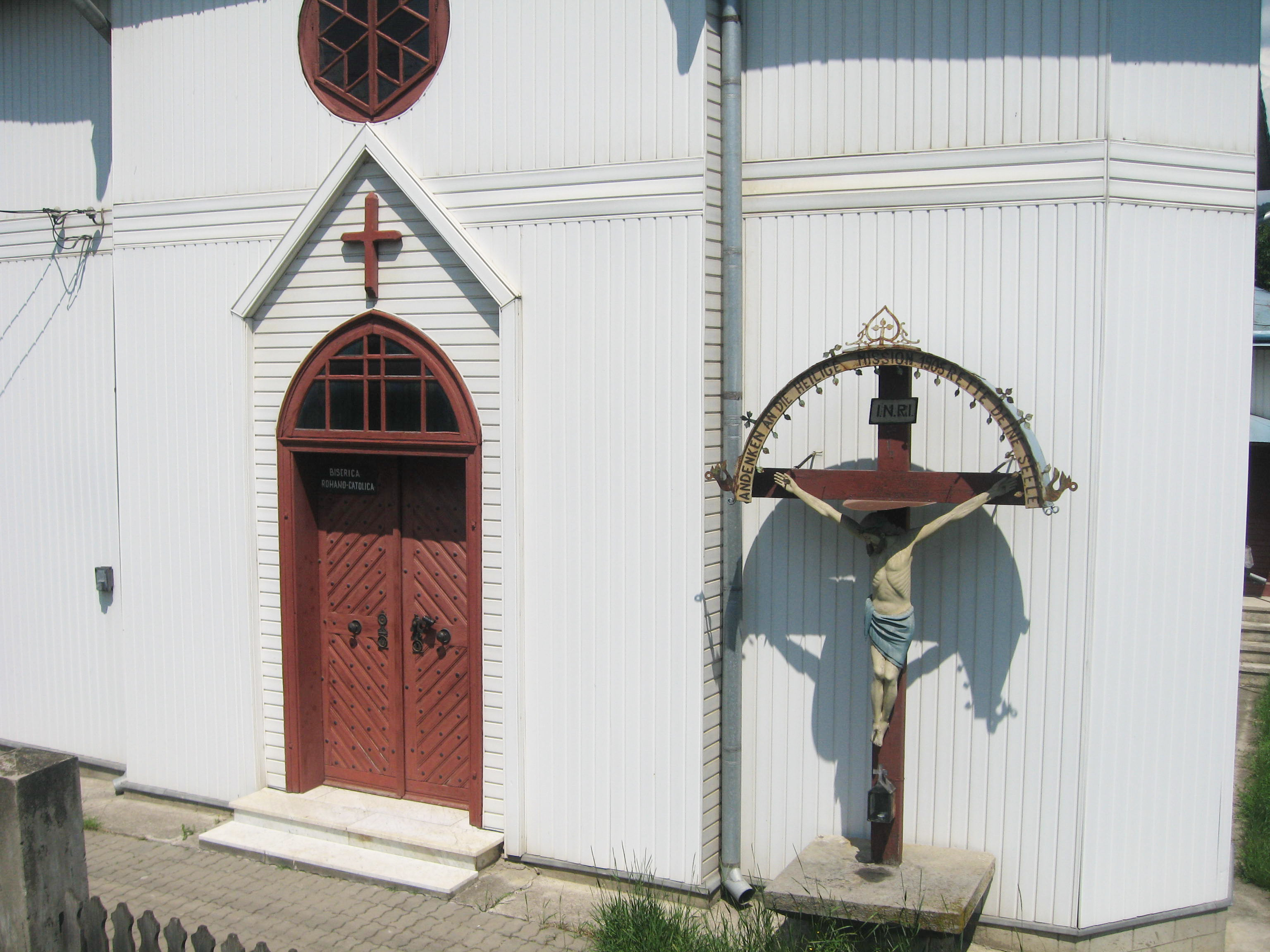
Intrarea în biserică
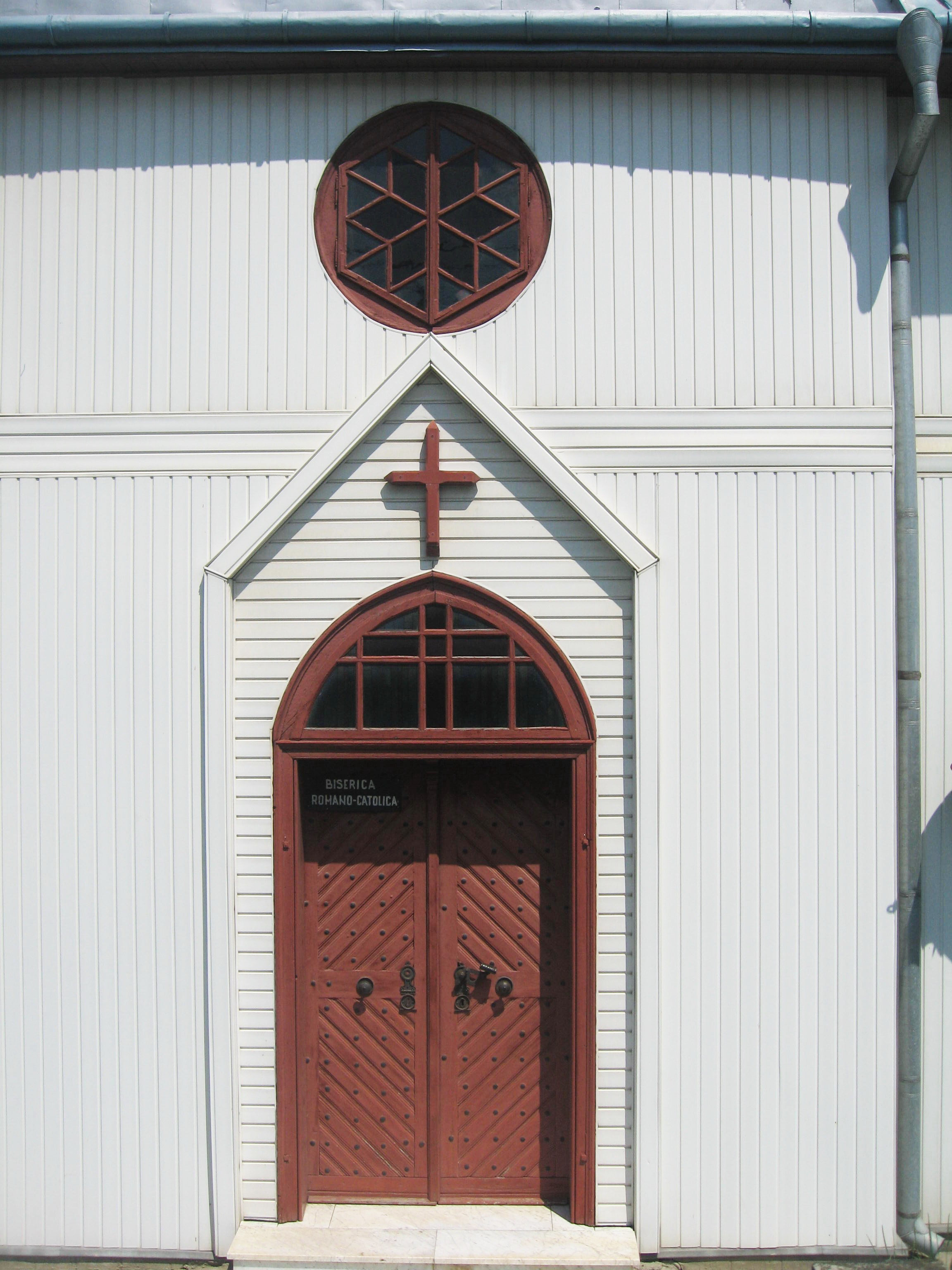
Intrarea în biserică